# Internet dans l'Union européenne
Le droit d'accès à Internet dans l'Union européenne est réglementé par le Parlement européen et les autorités des membres.
Le Conseil de l'Europe ainsi que l'Union européenne (UE) disposent chacun de textes fondateurs garantissant la liberté d'expression. Ces institutions doivent adapter ces textes au développement d'internet. 
Pour les 27 États membres de l'UE, les directives européennes prévalent sur les législations locales en matière de réglementation d'internet. 
Les débats se déroulent souvent lors de la transposition de la norme européenne en droit local, c'est-à-dire que les lois sont discutées lorsqu'elles sont déjà votées. 
L'UE s'appuie sur des textes fondateurs, comme l'article 10 de la Convention européenne des droits de l'homme ou la plus récente Charte des droits fondamentaux de l'Union européenne, très protecteurs envers la liberté d'expression. L'Union européenne est par ses valeurs opposée à toute forme de « surveillance électronique généralisée ou exploratoire pratiquée à grande échelle ». 

## Mise en place de garde-fous
Des directives européennes concernant la protection de la vie privée auraient[réf. nécessaire] dû être transposées par l'ensemble des États membres. 
Ces textes ont comme objectif :
- de lutter contre l'échange de fichiers pirates, sous la pression notamment de l'industrie du disque
- de surveiller internet, pour des raisons de sécurité publique (terrorisme, pédophilie et cybercriminalité entre autres).

La directive de juillet 2000 concerne « le traitement des données à caractère personnel et la protection de la vie privée dans le secteur des communications électroniques ». Elle devrait être transposée en droit national avant le 31 octobre 2003. L'article 15.1 de ce texte impose notamment aux fournisseurs d'accès à internet et aux opérateurs de télécommunications (téléphonie) de conserver toutes les données de communications : courriers électroniques, web, télécopie, téléphone, et d'en garantir le libre accès aux services de police, de justice et à certaines administrations. 
En décembre 2003, la Commission européenne a engagé des procédures d'infractions contre neuf pays (France, Belgique, Allemagne, Grèce, Luxembourg, Pays-Bas, Portugal, Finlande et Suède), à propos de cette directive, pour « défaut de notification des procédures de transposition ». 
La France n'applique toujours pas certaines mesures qui protégeraient la confidentialité des communications, mais a adopté les points les plus critiqués. Ainsi, la conservation des données relatives au trafic sur Internet a été entérinée par la loi sur la sécurité intérieure (LSI), adoptée en mars 2003.

## Couverture internet et haut-débit
Les commissaires Günther Oettinger et Andrus Ansip souhaitent développer l'Internet des objets.
En 2016, la Commission européenne souhaite inclure la couverture Internet dans la directive sur les services universels — législation européenne de 2002 — pour remplacer l'accès aux services publics tels que les cabines téléphoniques publiques et pour compléter l'appel gratuit au numéro d’urgence 112.

## Manque de protection de la confidentialité des communications
Le Parlement européen a voté, le 9 mars 2004, une résolution demandant à la Commission de « lancer un débat ouvert et transparent à propos de la protection de la vie privée ». Cette résolution est basée sur un rapport produit par le député européen Marco Cappato, critique envers la politique de l'Union européenne dans ce domaine. Selon cette étude, les directives européennes touchant à l'enregistrement des communications sont en contradiction avec la Convention européenne des droits de l'homme. Elle indique également que la Commission européenne aurait dû créer un « instrument légal » afin de protéger la confidentialité des communications et des données personnelles des citoyens.

## Prestataires techniques «responsabilisés»
Une directive du 8 juin 2000 sur le commerce électronique, transposable au plus tard le 17 janvier 2002, est au centre des débats en 2004. Deux États ne l'ont pas encore intégrée à leur droit national : les Pays-Bas et le Portugal. Cette directive traite en particulier de la responsabilité des hébergeurs de sites Web et des fournisseurs d'accès à Internet (FAI). En France, elle a été discutée dans le cadre de la loi sur la confiance dans l'économie numérique (LCEN), adoptée le 13 mai 2004 par le Parlement.
L'Europe prévoit de (dé?)responsabiliser les hébergeurs quant au contenu qu'ils diffusent. Ces derniers doivent (uniquement/néanmoins) bloquer une page jugée illicite lorsque celle-ci fait l'objet d'une plainte de la part d'un internaute. En effet, les normes européennes « interdisent aux États membres d'imposer aux intermédiaires techniques de services Internet une obligation de surveiller l'ensemble des informations qu'ils transmettent ou stockent ». Ainsi, les prestataires techniques de l'internet doivent certes supprimer les pages Web qui leur sont rapportées comme étant illicites, mais ils ne peuvent être tenus pour responsables de l'ensemble des sites auxquels ils donnent accès.
La directive est parfois jugée dangereuse.[réf. nécessaire]
Pour certains, elle crée une justice privée. L'hébergeur a de fait le droit de censurer un contenu. Un prestataire technique du Réseau se substitue ainsi au juge pour dire le droit, ce qui serait contraire aux principes traditionnels du droit, en Europe. La directive ne prévoit pas de responsabilité pénale pour les FAI.[réf. nécessaire]
Pour d'autres, cette directive, en rompant avec la théorie du « risque activité » (selon laquelle les opérateurs économiques sont responsables des risques qu'ils génèrent), permet aux hébergeurs de reporter sur les tiers les coûts liés au respect de certaines règles d’ordre public auxquelles ils sont pourtant tenus (lutte contre la contrefaçon, la diffamation…).[réf. nécessaire]
La directive n'étant pas explicite sur la responsabilité des hébergeurs, elle est appliquée de manière variable d'un pays à l'autre. 
Contrairement à la plupart des pays, la Finlande a adopté un système de notice and take down (« notification et retrait »). Le texte finlandais prévoit que l'éditeur peut exiger le maintien en ligne d'un contenu même si celui-ci a fait l'objet d'une demande de retrait. Ce dernier doit cependant, pour que sa publication reste accessible en ligne, fournir à l'hébergeur toutes les données permettant de l'identifier. Cette procédure a pour objectif d'éviter une censure hâtive du Net et rend l'éditeur du site seul responsable de l'information qu'il publie.[réf. nécessaire]

## Position du Conseil de l'Europe (hors Union européenne)
Le Conseil de l'Europe compte 46 pays, dont 21 pays d'Europe centrale et orientale. Cette institution a été créée en 1949 dans le but de défendre les droits de l'homme et d'harmoniser les politiques sociales et juridiques des États membres. Elle a un mandat beaucoup plus restreint que l'Union européenne et dispose de pouvoirs limités.
Le comité des ministres du Conseil de l'Europe a adopté, le 28 mai 2003, une déclaration sur la liberté des communications sur internet. Ce document affirme qu'internet doit bénéficier des mêmes protections que les médias traditionnels. Il reconnaît la possibilité pour les États de filtrer certains sites, mais uniquement à la suite d'une décision judiciaire. Il admet ensuite l'installation de filtres dans les écoles et les bibliothèques, afin de protéger les mineurs contre des contenus choquants. Le texte opte ensuite pour une responsabilité limitée des hébergeurs quant au contenu qu'ils diffusent et demande enfin aux États de respecter la confidentialité des communications électroniques et le droit des internautes à l'anonymat.
Dans l'ensemble, la déclaration du Conseil de l'Europe est proche des positions de l'Union européenne.[réf. nécessaire]
Le Conseil de l'Europe est à l'origine de la première Convention internationale sur la cybercriminalité. Outre 15 pays de l'Union européenne, la Convention a notamment été signée, le 26 novembre 2001, par le Japon, le Canada, les États-Unis et l'Afrique du Sud. Ce texte avait été très critiqué par les organisations de défense des libertés individuelles. Cinq pays l'ayant déjà ratifié (Estonie, Hongrie, Albanie, Croatie, Lituanie), il entrera en vigueur le 1er juillet 2004.[réf. nécessaire]

## Autres aspects
- Sur l'économie de la connaissance, voir : Économie de la connaissance en Europe.
- Sur les aspects de souveraineté liés à l'internet, voir : Souveraineté et gouvernance d'internet.
- Sur la gouvernance d'internet, voir : Gouvernance d'Internet dans l'Union européenne.